# ナチュラリス生物多様性センター

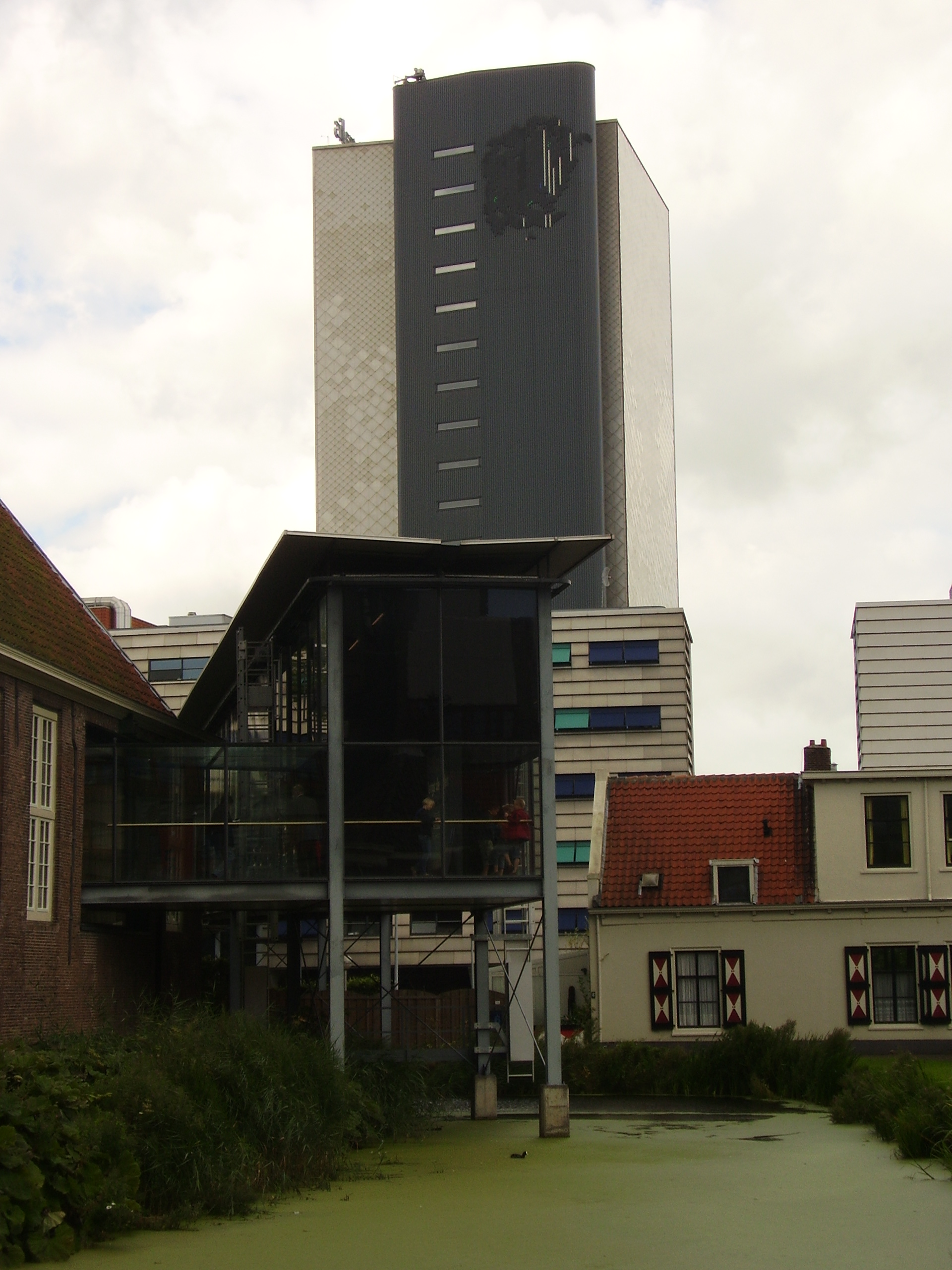
ナチュラリスの建物

ナチュラリス生物多様性センター（英: Naturalis Biodiversity Center）は、オランダのライデンにある自然史博物館である。

## 概要
1984年にオランダ国立自然史博物館 (RMNH) とオランダ国立地質学・鉱物学博物館 (RGM) が統合され「国立自然史博物館ナチュラリス」となり、2010年にアムステルダム動物学博物館とオランダ国立植物標本館と統合され「ナチュラリス生物多様性センター」（オランダ国立生物多様性センター (NCB) ナチュラリス）となった。
動物学、地質学に関する約1000万点の標本が収集されている。内訳は525万点の昆虫標本、229万点の無脊椎動物、100万点の脊椎動物の標本、116万点の化石、44万点の岩石、鉱石標本などである。1998年に開館した60mの高さの塔のある建物に収蔵されている。
2013年、日本人パルナシウス蝶研究家である川崎裕一のコレクション1万羽（標本箱300箱）が寄贈され、それを記念した特別展「Vlinders van KAWASAKI」が開催された。

## ギャラリー

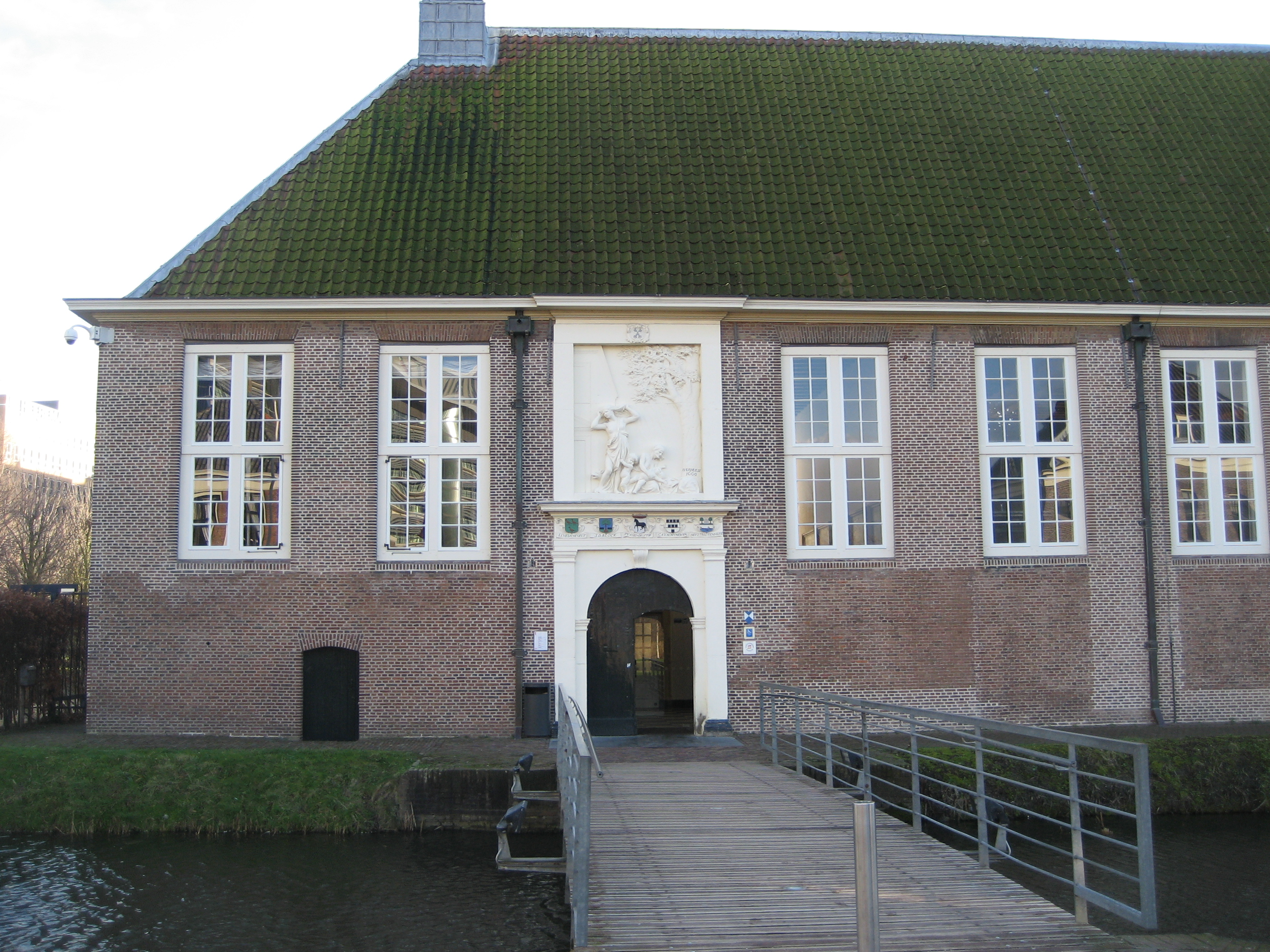
ナチュラリスの建物
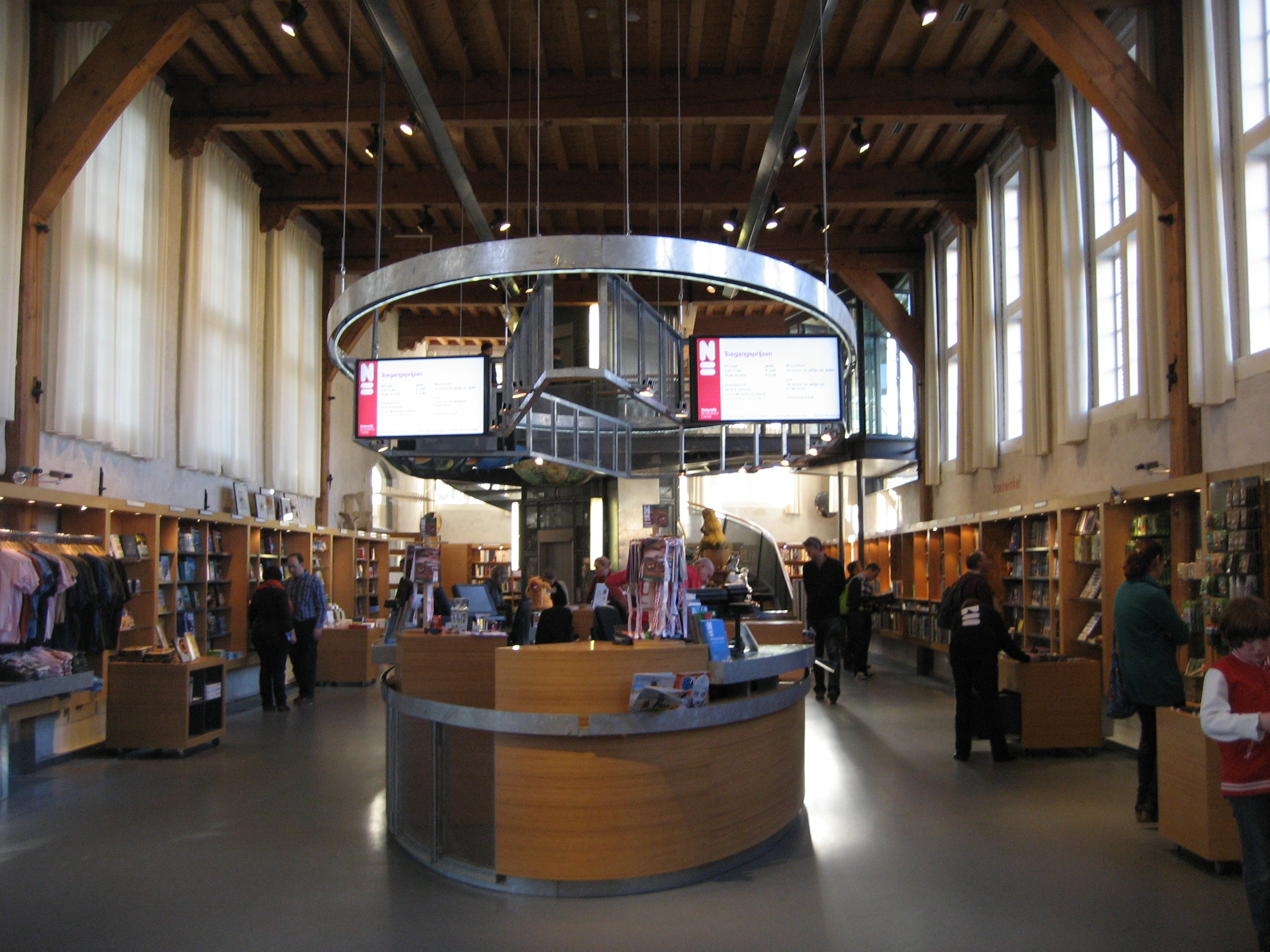
ナチュラリスの建物
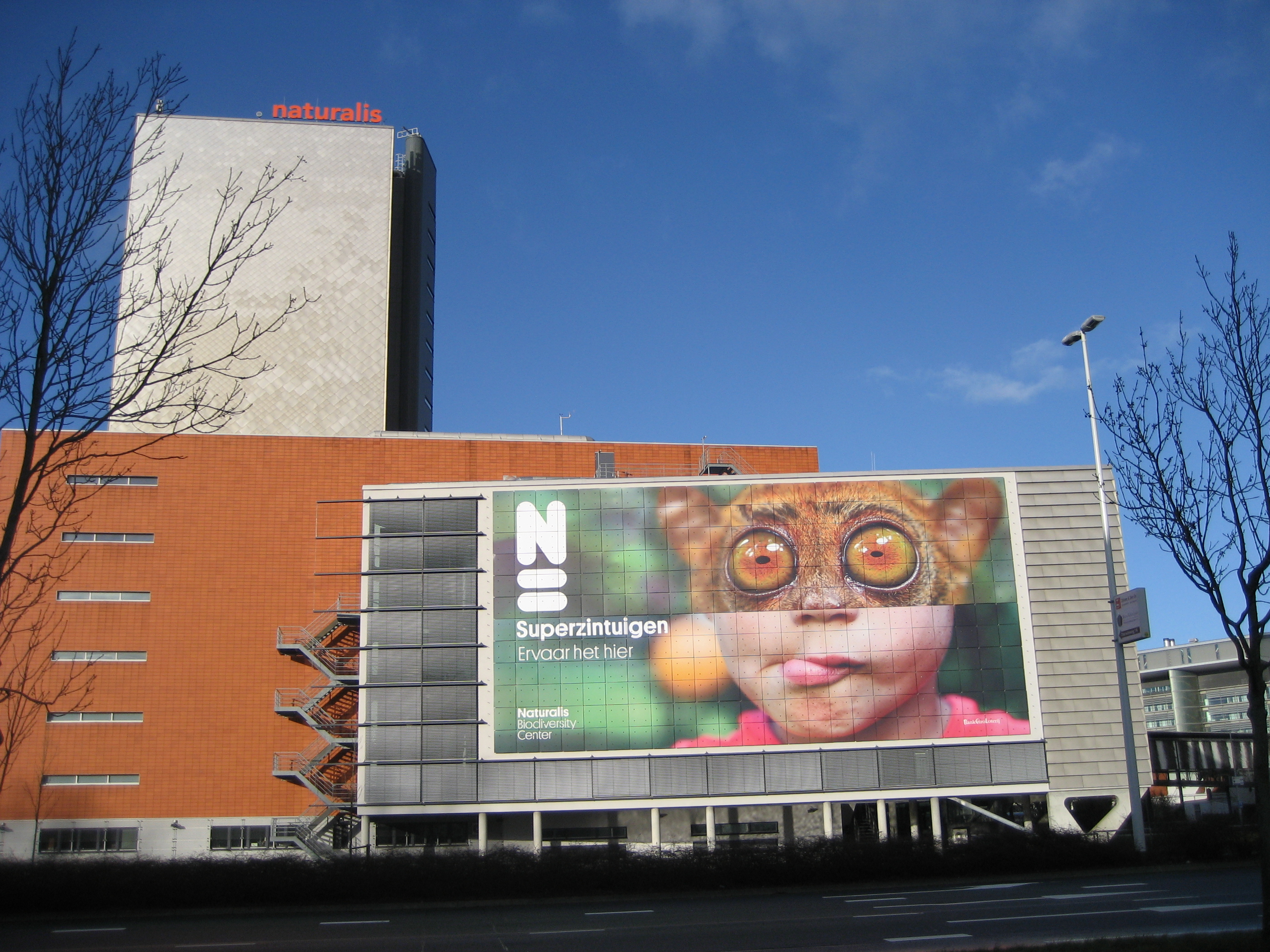
ナチュラリスの建物
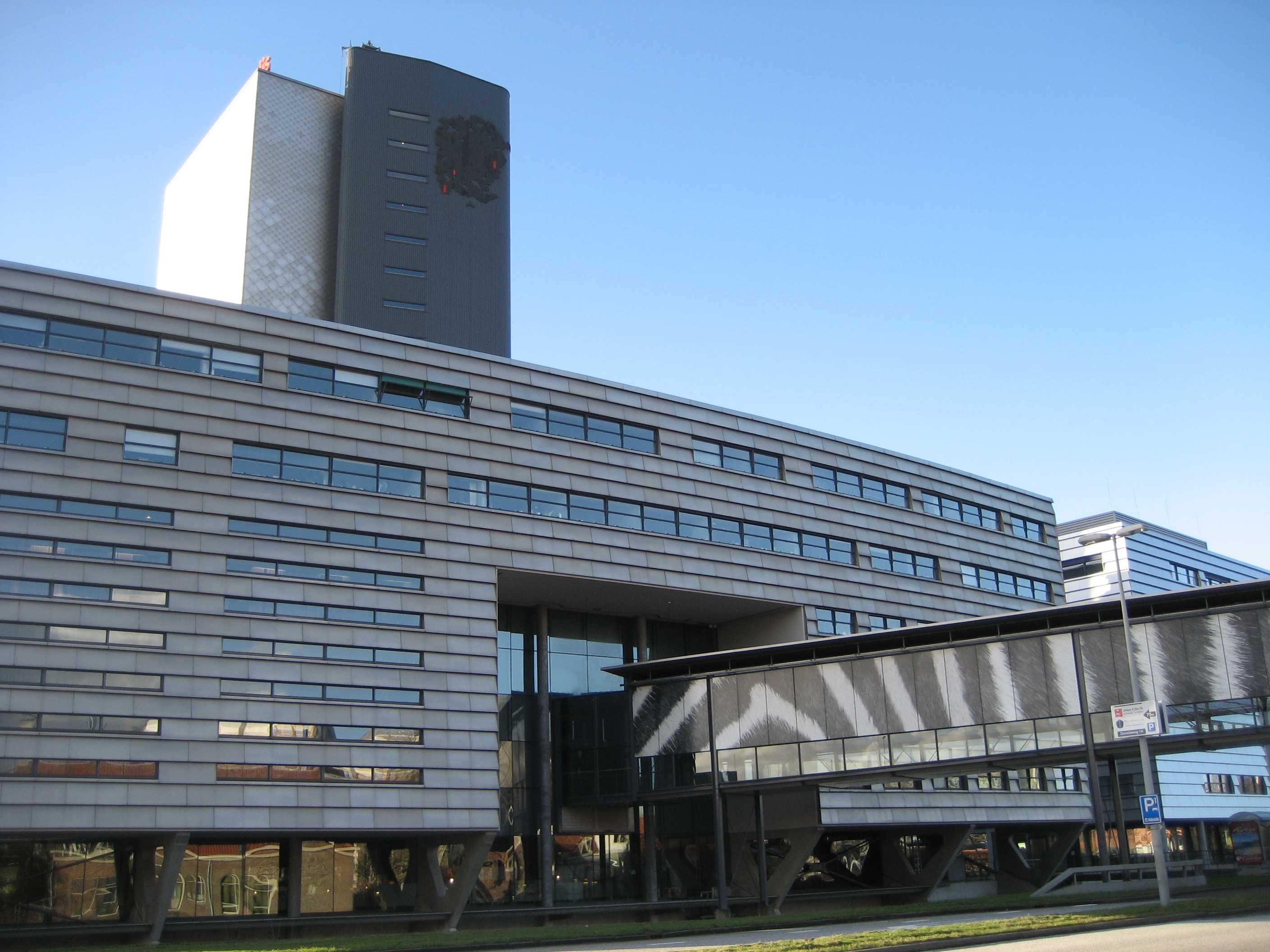
ナチュラリスの建物
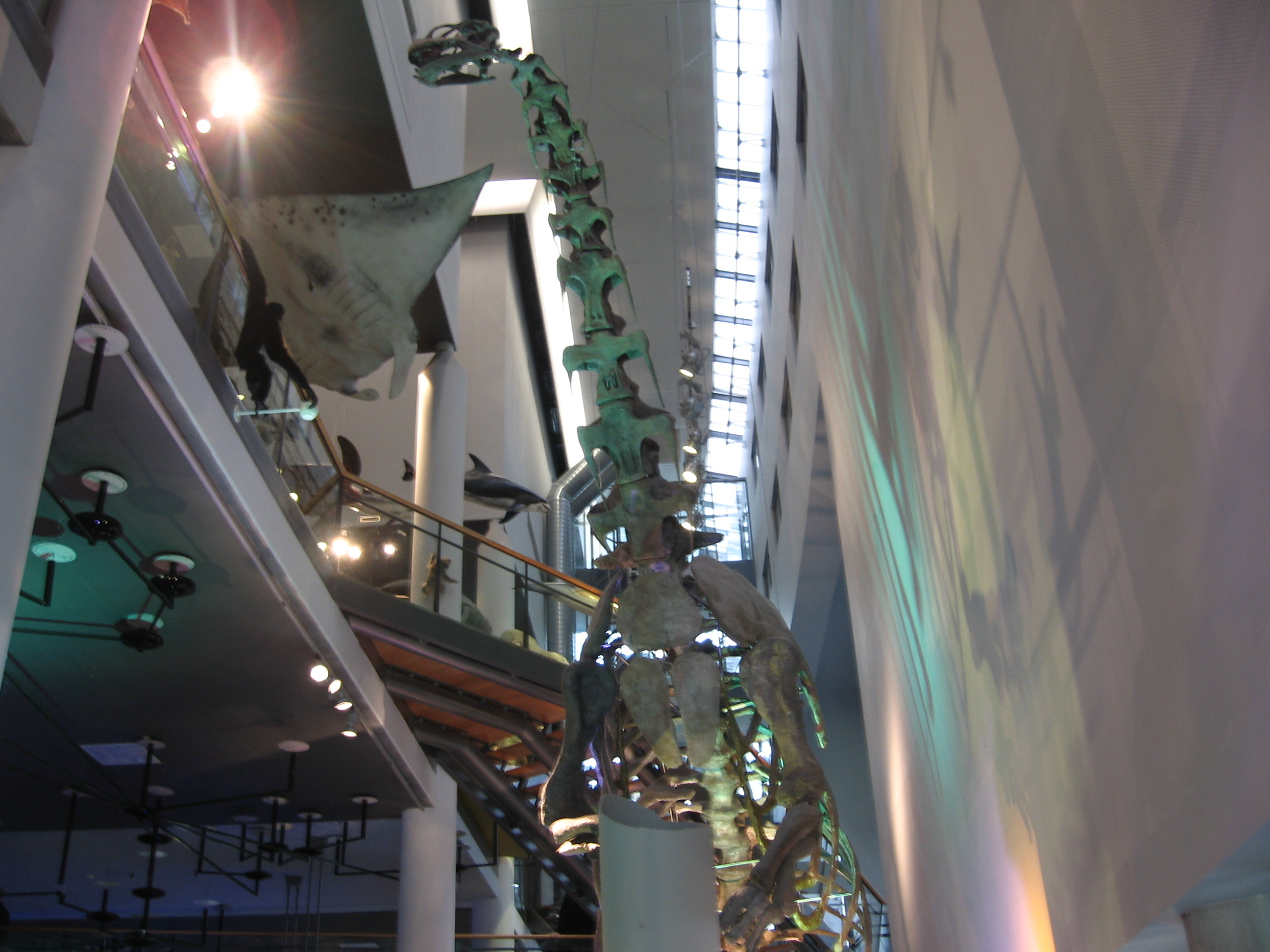
カマラサウルスの骨格標本
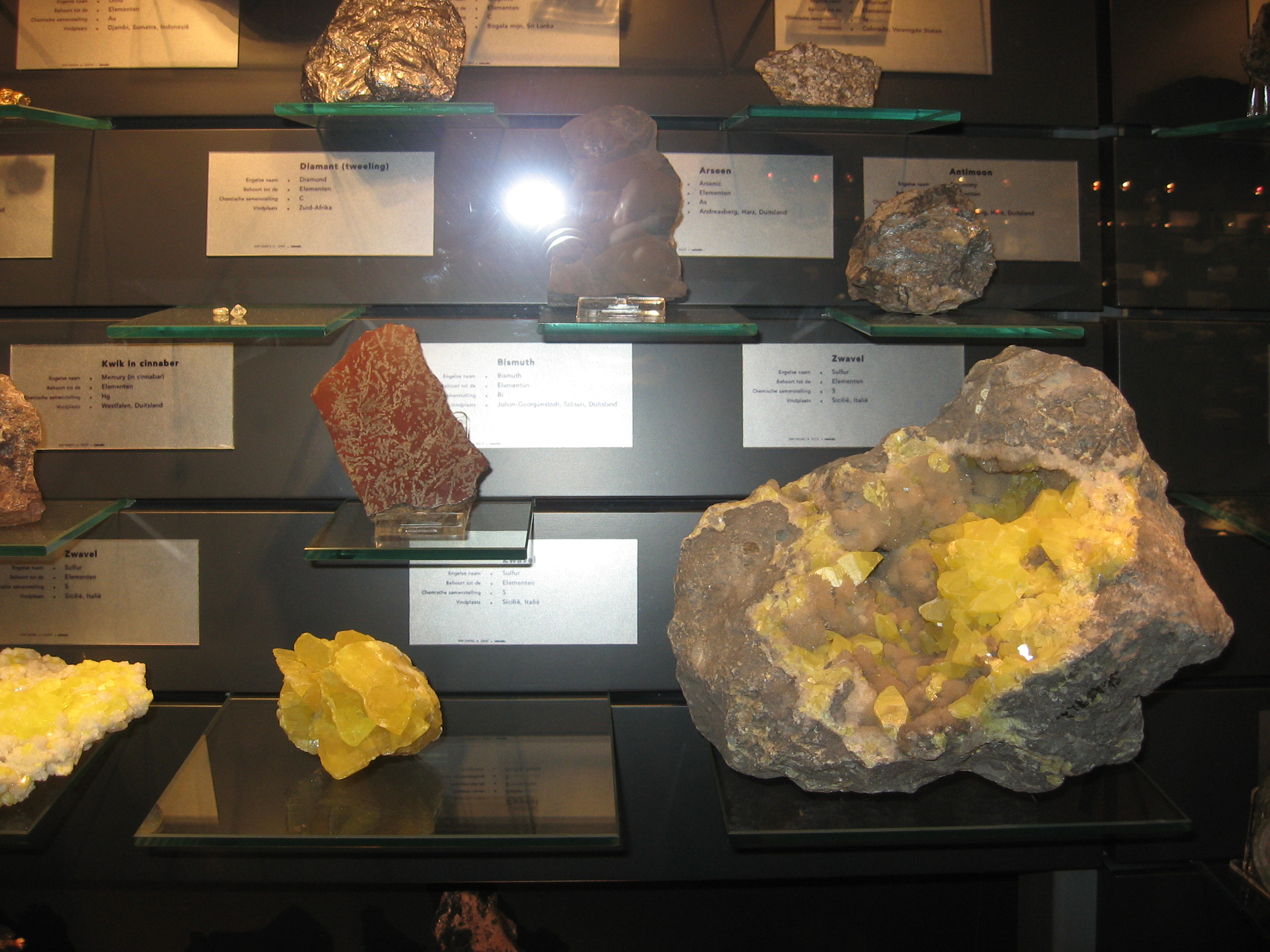
鉱物展示